# Misericoccus inops
Misericoccus inops är en insektsart som beskrevs av De Lotto 1969. Misericoccus inops ingår i släktet Misericoccus och familjen ullsköldlöss. Inga underarter finns listade i Catalogue of Life.